# WCW Cruiserweight Tag Team Championship
El WCW Cruiserweight Tag Team Championship fue un título de corta duración dentro de la WCW, la cual fue comprada posteriormente por la WWE en marzo de 2001.
Fue creado y abandonado en 2001, teniendo como únicos campeones a las parejas formadas por Elix Skipper & Kid Romeo y Billy Kidman & Rey Mysterio

## Historia
El WCW Cruiserweight Championship y los combates por el título fueron exclusivos de la WCW. Con un gran número de luchadores de Peso Crucero, se decidió expandir la división, y crear un título para parejas de luchadores de Peso Crucero en marzo de 2001.
Con la compra de WCW por parte de WWE el título fue abandonado y nunca apareció en la programación de WWE, dentro de WWE nunca se refirieron a este campeonato; únicamente en los perfiles de Billy Kidman & Rey Mysterio en WWE.com. 
Los cinturones actualmente son propiedad de sus últimos campeones Kidman y Mysterio.

### Participantes
- 3 Count (Evan Karagias & Shannon Moore)
- Air Raid (Air Paris & Air Styles)
- The Filthy Animals (Billy Kidman & Rey Mysterio)
- Jason B & Scotty O
- The Jung Dragons (Yun Yang & Kaz Hayashi)
- Mike Sanders & Kwee Wee
- Elix Skipper & Kid Romeo
- Johnny Swinger & Jason Lee

### Resultado del torneo
|  | Primera ronda | Primera ronda    | Primera ronda |               |         | Semifinales    | Semifinales | Semifinales |       |                | Final | Final | Final |  |
|  |               |                  |               |               |         |                |             |             |       |                |       |       |       |  |
|  |               |                  |               |               |         |                |             |             |       |                |       |       |       |  |
|  | Nitro         | Filthy Animals   | Pin           |               |         |                |             |             |       |                |       |       |       |  |
|  | Nitro         | Filthy Animals   | Pin           |               |         |                |             |             |       |                |       |       |       |  |
|  | 26/2          | Swinger/Lee      | 5:14          |               |         |                |             |             |       |                |       |       |       |  |
|  | 26/2          | Swinger/Lee      | 5:14          |               | Nitro   | Filthy Animals | Pin         |             |       |                |       |       |       |  |
|  |               |                  |               |               | Nitro   | Filthy Animals | Pin         |             |       |                |       |       |       |  |
|  |               |                  | 12/3          | Jung Dragons  |         |                |             |             |       |                |       |       |       |  |
|  | Thunder       | Jung Dragons     | 12/3          | Jung Dragons  | Pin     |                |             |             |       |                |       |       |       |  |
|  | Thunder       | Jung Dragons     |               |               |         |                |             |             |       |                |       |       |       |  |
|  | 28/2          | Sanders/Kwee Wee |               |               |         |                |             |             |       |                |       |       |       |  |
|  | 28/2          | Sanders/Kwee Wee |               |               |         |                |             |             | Greed | Filthy Animals | Pin   |       |       |  |
|  |               |                  |               |               |         |                |             |             | Greed | Filthy Animals | Pin   |       |       |  |
|  |               |                  | 18/3          | Skipper/Romeo | 13:46   |                |             |             |       |                |       |       |       |  |
|  | Nitro         | Air Raid         | 18/3          | Skipper/Romeo | 13:46   | Pin            |             |             |       |                |       |       |       |  |
|  | Nitro         | Air Raid         |               |               |         |                |             |             |       |                |       |       |       |  |
|  | 5/3           | Skipper/Romeo    | 5:30          |               |         |                |             |             |       |                |       |       |       |  |
|  | 5/3           | Skipper/Romeo    | 5:30          |               | Thunder | Skipper/Romeo  | Pin         |             |       |                |       |       |       |  |
|  |               |                  |               |               | Thunder | Skipper/Romeo  | Pin         |             |       |                |       |       |       |  |
|  |               |                  | 14/3          | 3 Count       |         |                |             |             |       |                |       |       |       |  |
|  | Thunder       | 3 Count          | 14/3          | 3 Count       | Pin     |                |             |             |       |                |       |       |       |  |
|  | Thunder       | 3 Count          |               |               |         |                |             |             |       |                |       |       |       |  |
|  | 7/3           | Jason B/Scotty O |               |               |         |                |             |             |       |                |       |       |       |  |
|  | 7/3           | Jason B/Scotty O |               |               |         |                |             |             |       |                |       |       |       |  |
|  |               |                  |               |               |         |                |             |             |       |                |       |       |       |  |

## Lista de campeones
| Luchadores:                                                 | Reinados juntos: | Derrotaron a:       | Fecha:              | Show o Evento: |
| ----------------------------------------------------------- | ---------------- | ------------------- | ------------------- | -------------- |
| Elix Skipper (1) & Kid Romeo (1)                            | 1                | The Filthy Animals  | 18 de marzo de 2001 | WCW Greed      |
| The Filthy Animals (Billy Kidman (1) & Rey Mysterio Jr (1)) | 1                | Skipper & Kid Romeo | 26 de marzo de 2001 | Monday Nitro   |
| Desactivado                                                 | N/A              | Títulos retirados   | 26 de marzo de 2001 | Monday Nitro   |

## Datos interesantes
- Reinado más largo: Elix Skipper & Kid Romeo, 8 días.
- Reinado más corto: Billy Kidman & Rey Mysterio, menos de 2 horas.
- Campeón más viejo: Billy Kidman, 26 años y 319 días.
- Campeón más joven: Elix Skipper, 23 años y 158 días.
- Campeones más pesados: Elix Skipper & Kid Romeo, 413 libras (187 kg) combinados.
- Campeones más livianos: Billy Kidman & Rey Mysterio, 382 libras (173 kg) combinados.